# Aït Sellane
Aït Sellane (Ath Sellane en kabyle) est un village de Kabylie, de la commune d'Akbil, Daïra d'Aïn El Hammam, dans la wilaya de Tizi-Ouzou en Algérie.

## Géographie
Le village d'Aït Sellane est adossé au Djurdjura à 800 mètres d'altitude.

## Population
La Population d'Aït Sellane est de 2 000 habitants[réf. nécessaire].

## Personnalités liées au village
- Amina Saada, athlète, record d'Algérie cadette et d'Afrique (zone 1)[Quand ?], au lancer du marteau
- Aoudia Hakim Abderrazak, poète francophone